# ATP-mätare

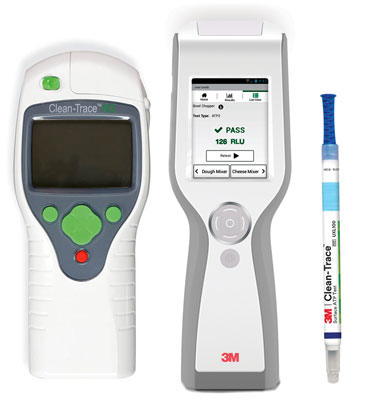
ATP-mätare används för att göra snabba rengöringskontroller. Vid mätning används speciella ATP-test som är förbrukningsvara.

En ATP-mätare är ett mätinstrument, fotometer för rengöringskontroll. Prov kan tas på ytor eller vatten och analysresultatet som presenteras som relativa ljusenheter (RLU) erhålls normalt inom några sekunder. ATP-mätarna använder sig av en naturligt förekommande ljusreaktion kallad ATP-bioluminiscens för att detektera cellorganisk kontaminering innehållande ATP (Adenosintrifosfat). Själva smutsprovet tas med speciella ATP-testenheter som är förbrukningsvara.